# Позориште писаца
Позориште писаца (енгл. Writers Theatre) је непрофитнo пoзориште основанo 1992. године и смештенo у Гленкоу. Мајкл Халберстам, оснивач пoзориштa, је директор, а Кетрин Липум извршни директор од 2007.

## Историја
Године 1992. основано је позориште писаца, у којем су писана реч и неговање уметника били темељ свих продукција. Позориште писаца отворено је првобитно у предсобљу новоотворене књижаре, у Гленку. Због све веће репутације и публике, позориште је пребачено 2003. године у већи објекат, са 108 места. Позориште је приказивало више од сто представа, укључујући више од двадесет светских премијера. 
Позориште писаца је 2007. године, на народној сцени, свој рад започеo њујоршком премијером Злочина и казне, која је приказивана у више од тридесет наредних регионалних позоришта. 
Године 2011. позориште Линколн је режирао представу Министрова супруга коју је позориште писаца приказало. Обраду музике је урадио Џорџ Бернард Шо.   
У новембру 2013. године, позориште писаца најавило је покретање кампање На нову сцену, која је прикупила средстава за капитални пројекат у износу од 34 милиона долара који укључује оснивање прве сталне позоришне куће у центру града Гленка.    Нова зграда је завршена и отворена за јавност у фебруару 2016. године. Рад су започели представом Тома Стопарда, која је премијерно приказана у марту 2016. године.  

## Критикa
Позориште писаца постало је културна дестинација са народном репутацијом, а The Wall Street Journal, Тери Течаут, 2008. године назвао га је ,,америчким позоришним друштвом". Рекао је да су најбоље драмско позориште у региону.  Течаут је 2016. године позориште назвао ,,најбољим регионалним позориштем у Америци који је достојан његових представа". 
Позориште, које сваке сезоне приказује око 50.000 представа са распродатим свим картама, примило је похвале критичара за представе високог квалитета. Премијера филма Трамвај звани жеља, у режији Дејвида Кромера из 2010. године, Њујорк тајмс је оценио као најбољу продукцију до сада. Добитник је бројних награда и признања, укључујући 154 номинације за награду Џозеф Џеферсон и 31 награду (од сезоне 2019/20). 
Мајклa Халберстамa прогласио је Чикаго трибјун за Чикага позоришта 2013. године, примио је награду Зелда Фичандлерa 2010, а 2016. је примио   награду Џозефa Џеферсонa за изузетнa позоришна остварења и допринос чикашком позоришту и примио је почасну награду удружења позоришта у Илиноису. 